# Terpnistria lobulata
 Terpnistria lobulata (Stål, 1876) è un insetto della famiglia Tettigoniidae,  diffuso in parte dell’Africa australe.

## Descrizione
Simile a una cavalletta, di colore verdastro, con corpo lungo 2,5 cm e femore di circa 2 cm. Ovopositore di circa 0,5 cm. Ali di oltre 3 cm.

## Distribuzione e habitat
Specie che predilige praterie e boscaglie, con alberi del genere Acacia, nelle savane di Sudafrica, Namibia e Botswana.

## Conservazione
Diffusa in un areale vasto e a basso tasso di antropizzazione, non è classificata tra le specie in pericolo nella Lista rossa IUCN. È presente in diverse aree protette tra le quali il Kruger National Park in Sudafrica.